# Templo budista

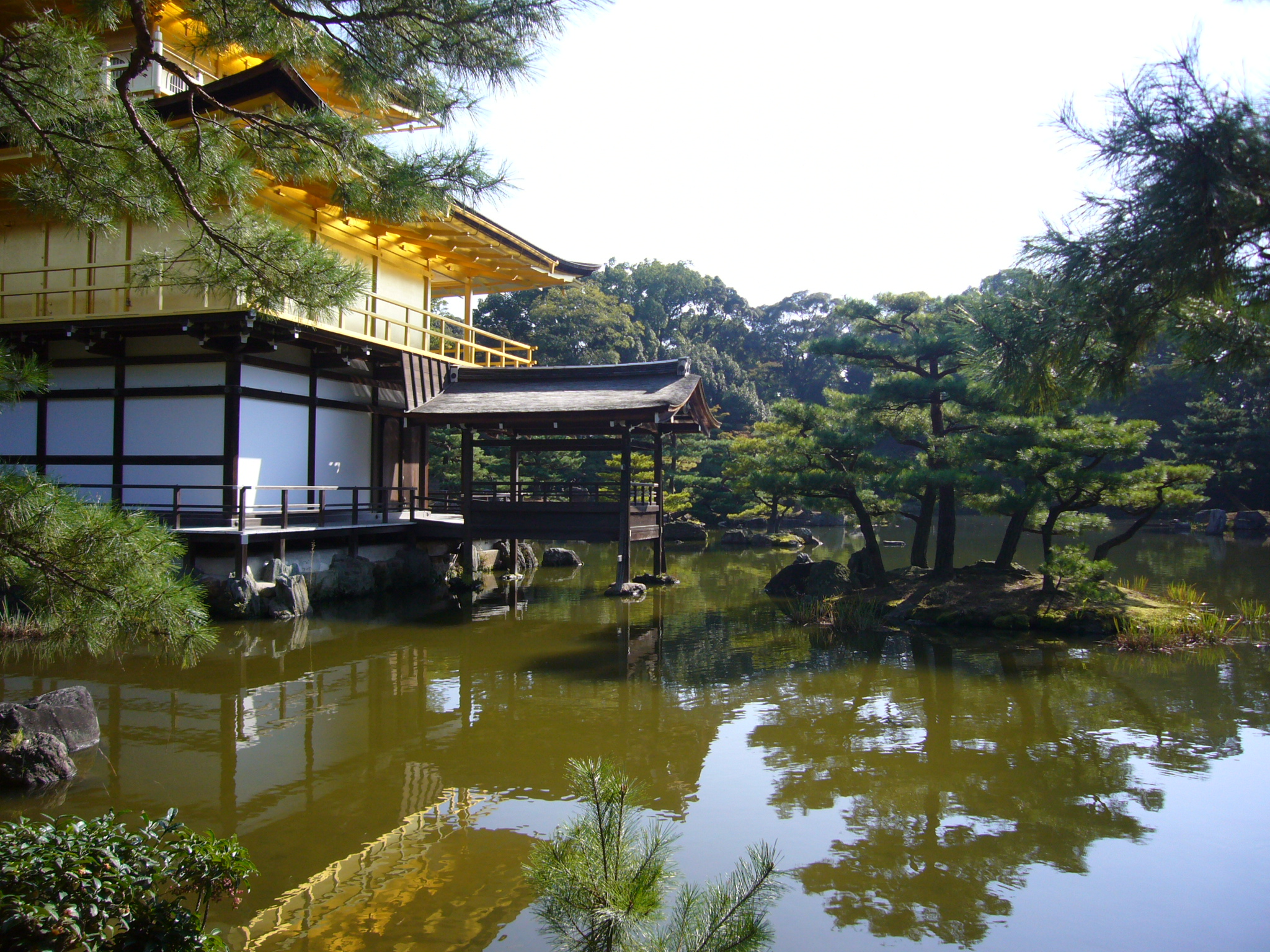
Templo budista de Kinkaku-ji, declarado Patrimonio de la Humanidad por la UNESCO.

Un templo budista es el lugar de culto (rezo) para los budistas, los seguidores del budismo. Incluyen las estructuras denominadas vihara, chaitya, estupa, chörten, wat y pagoda en diferentes regiones e idiomas.
Los templos en el budismo representan la tierra pura o el medio ambiente puro de un buda. Los templos tradicionales budistas están diseñados para inspirar la paz interior y exterior. Su estructura y arquitectura varía de región a región. Por lo general, el templo se compone no solo de sus edificios, sino también del entorno circundante. Los templos budistas están diseñados para simbolizar 5 elementos: fuego, aire, tierra, agua y sabiduría.
Los templos pueden ir desde santuarios medio enterrados con entradas ricamente talladas hasta simples torres o estatuas. El templo budista chino (y más tarde, japonés) tiende a ser un edificio de una sola planta de madera ricamente tallada, pintada o decorada, construido alrededor de un atrio que se usa para el culto. Por el contrario, los templos shinto de Japón son más simples y de diseño rústico.

## Budismo Kadampa o Budismo Moderno
El Budismo Kadampa es una tradición de budismo mahayana fundada por el gran maestro indio Atisha (982-1054).
Ka se refiere a todas las enseñanzas de Buda, y dam, a las instrucciones especiales del Lamrim, las etapas del camino hacia la iluminación, que Atisha enseñó. Por lo tanto, los practicantes de budismo kadampa integran en el Lamrim todas las enseñanzas de Buda que han aprendido tomándolas como consejo personal y practicándolas.
Después de Yhe Tsongkhapa, el nuevo linaje kadampa floreció durante cientos de años hasta hoy día.
En los últimos años, ha sido difundido extensamente por todo el mundo por el maestro budista contemporáneo, el venerable Gueshe Kelsang Gyatso.
Al fundar la Nueva Tradición Kadampa, la Unión Internacional de Budismo Kadampa, Gueshe Kelsang ha creado una infraestructura global para la preservación y promoción del budismo kadampa para las generaciones venideras mediante el Proyecto Internacional de Templos (ITP) y en este momento has 6 Templos alrededor del mundo:

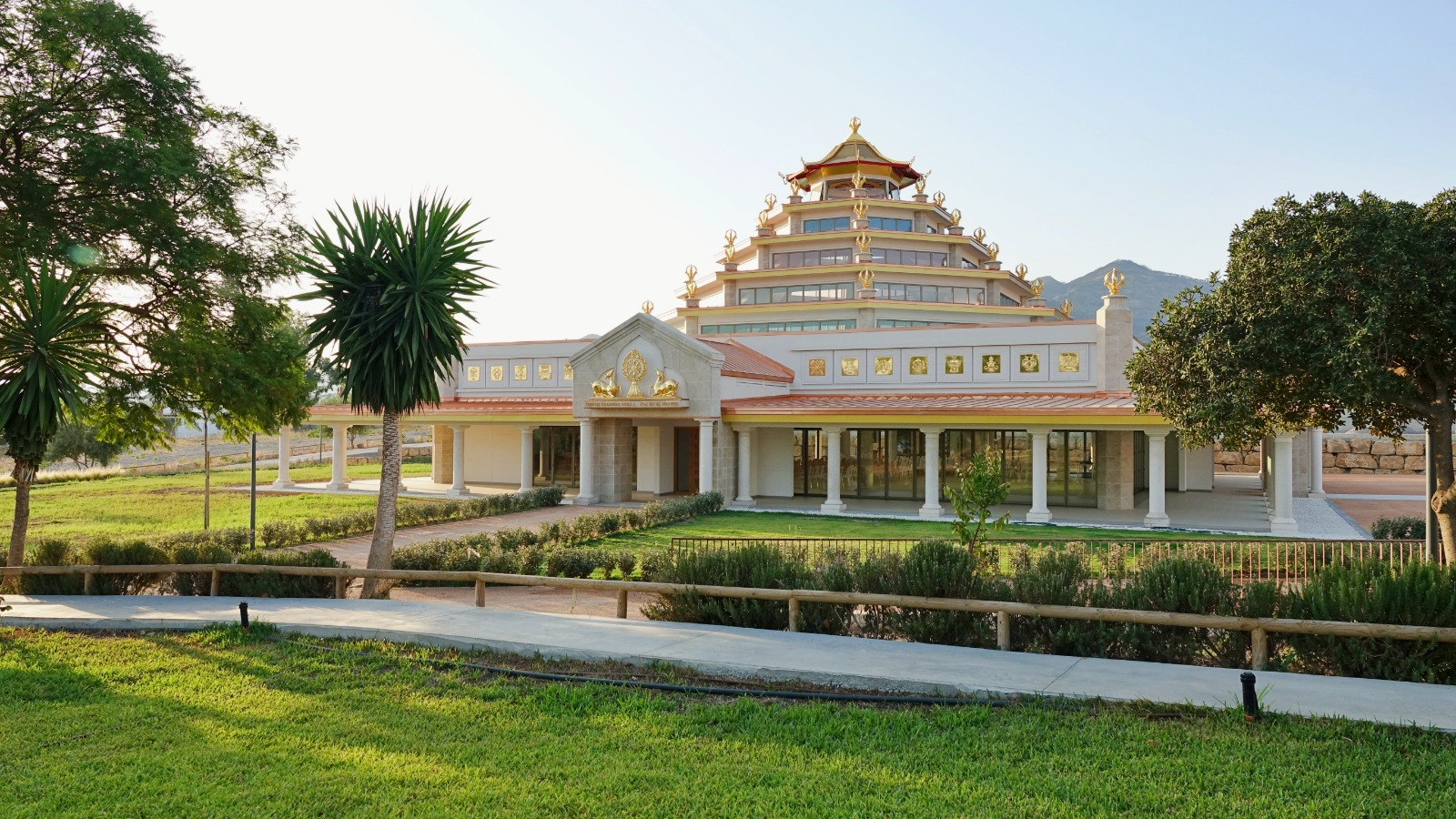
Templo Kadampa para la Paz en el Mundo en Málaga

1) Templo Kadampa para la Paz en el Mundo en Ulverston en Inglaterra
2) Templo Kadampa para la Paz en el Mundo en New York en Estados Unidos
3) Templo Kadampa para la Paz en el Mundo en Sao Paulo en Brasil
4) Templo Kadampa para la Paz en el Mundo en Sintra en Portugal
5) Templo Kadampa para la Paz en el Mundo en Arizona en Estados Unidos
6) Templo Kadampa para la Paz en el Mundo en Málaga en España

#### Galería de templos budistas

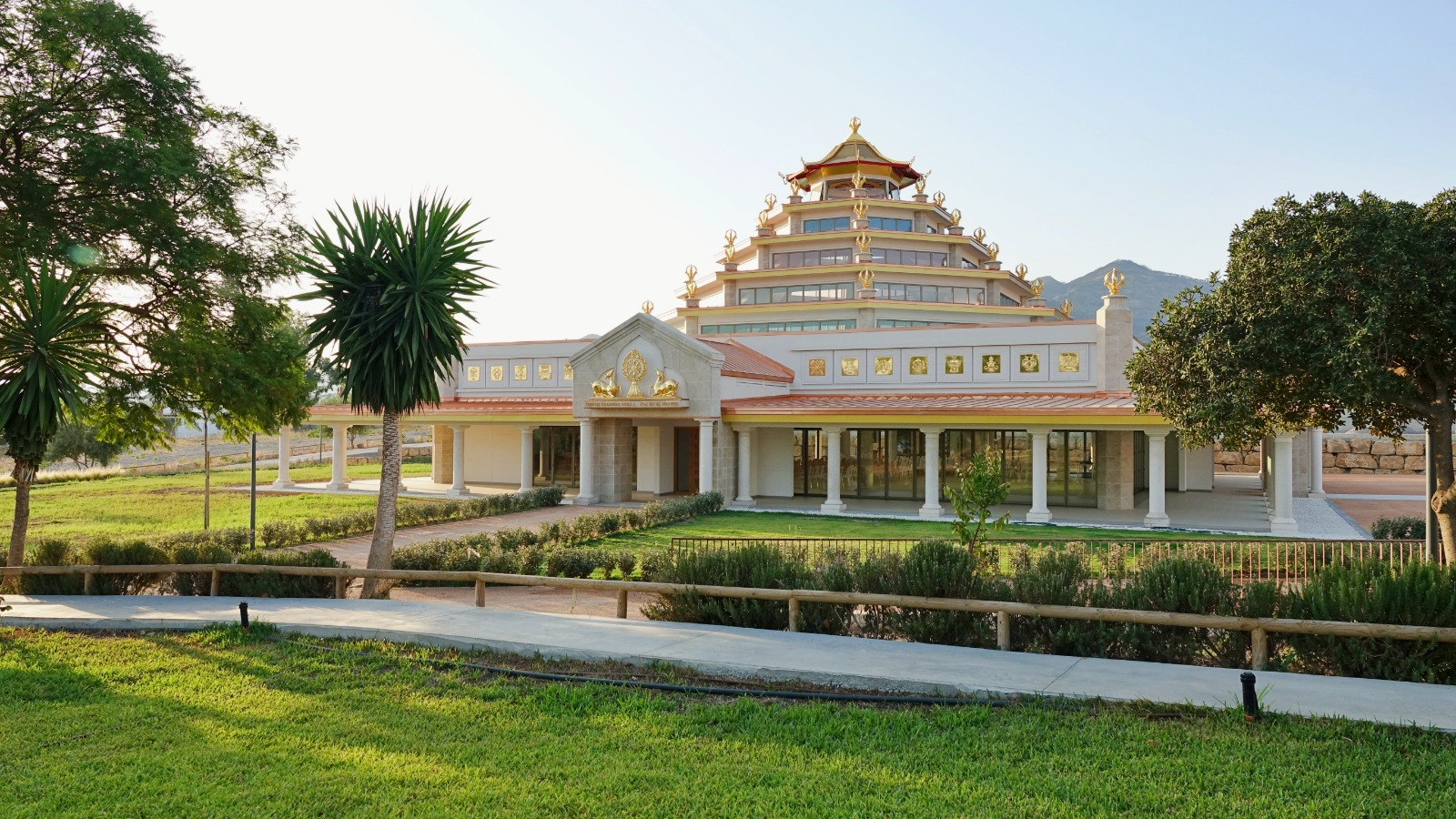
Templo Kadampa para la Paz en el Mundo en Málaga

## Budismo japonés
Los templos budistas japoneses típicamente incluyen una característica sala principal.
Otra característica distintiva es el chinjusha, un santuario sintoísta dedicado a los kami del templo. El budismo coexistió con el sintoísmo, pero en el siglo VIII el budismo se convirtió en la religión del estado y entonces se construyeron templos budistas.

### Galería de templos budistas

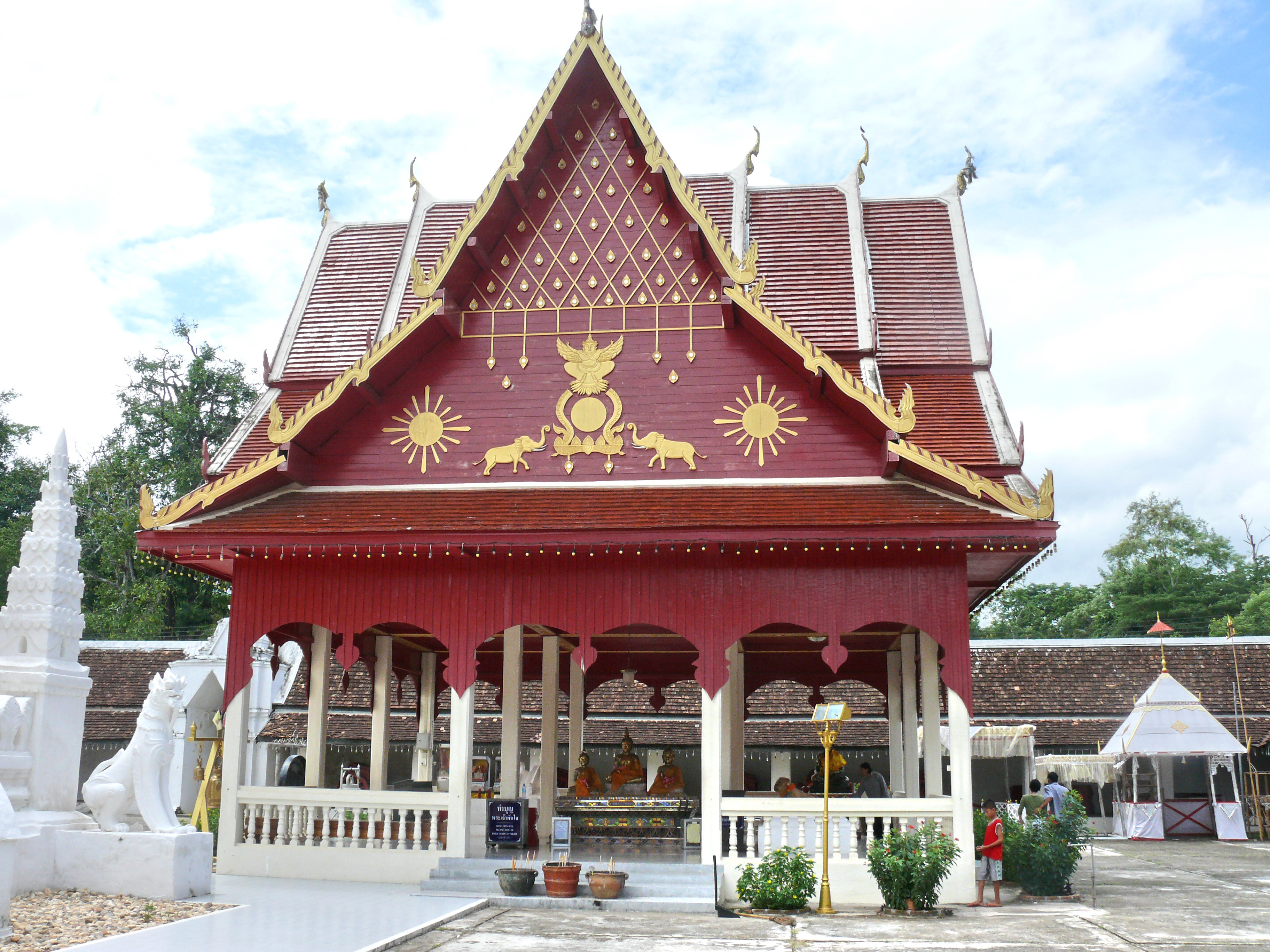
Mondop, Wat Phra That Chae Haeng, en Nan, Tailandia.
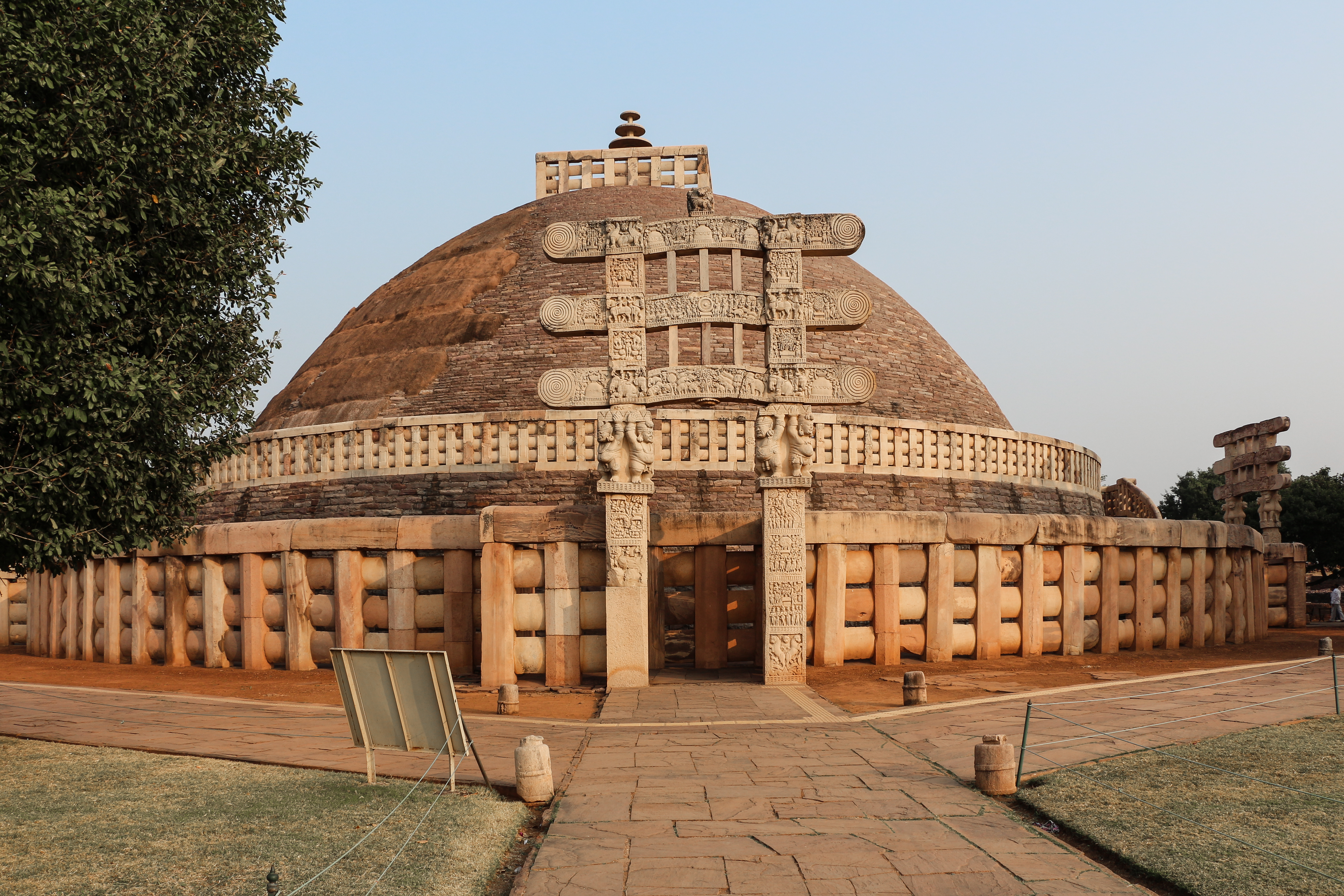
Gran estupa de Sanchi, India.
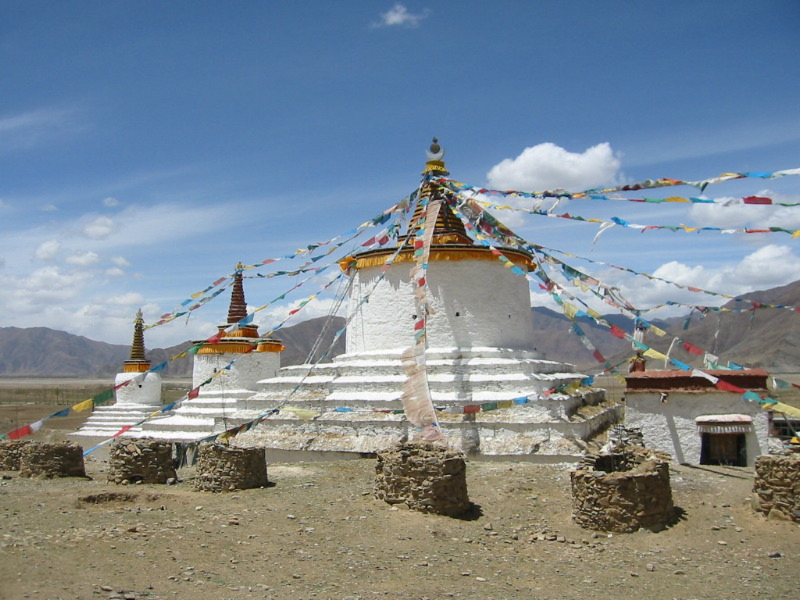
Un chörten en Tíbet.
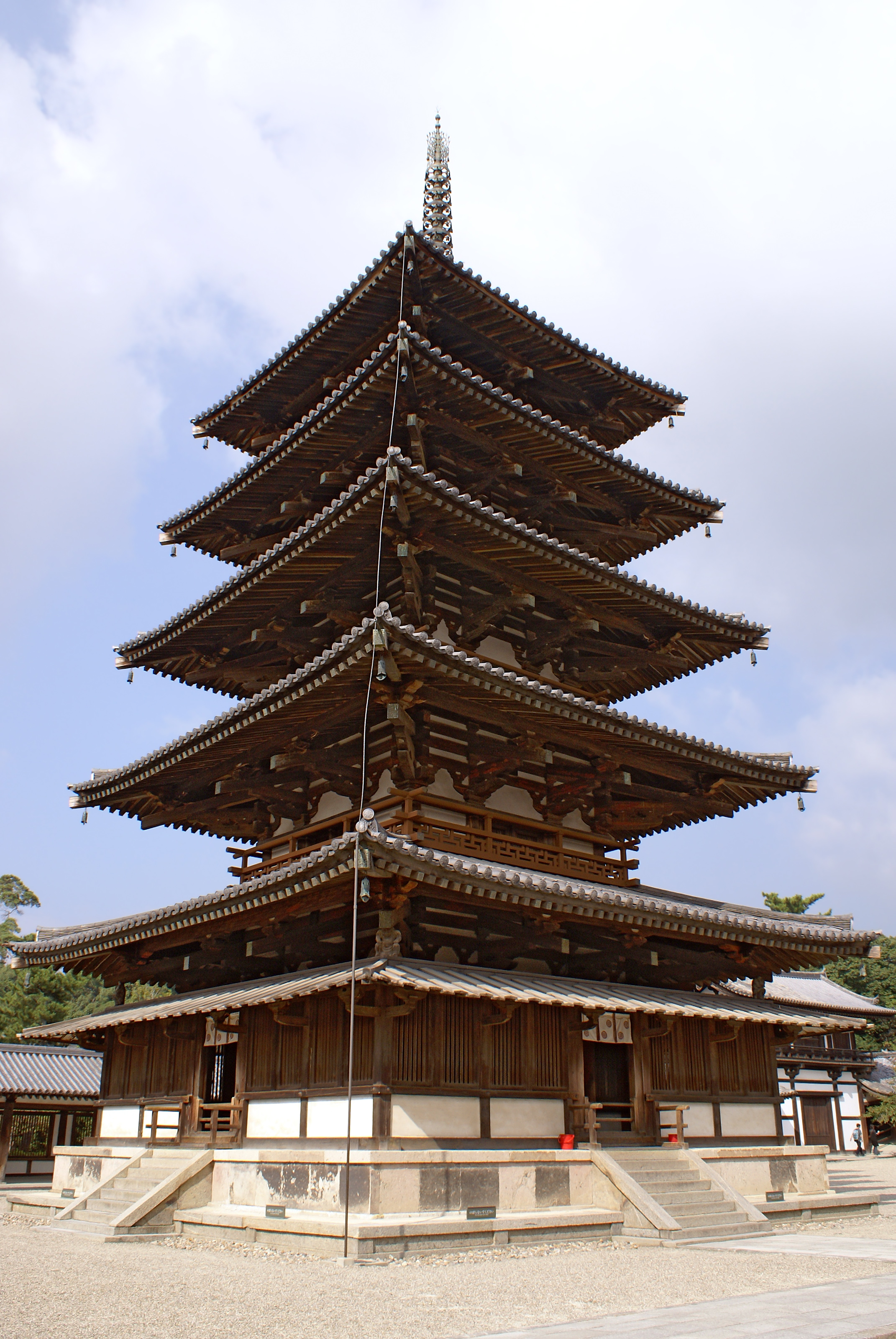
Pagoda en Hōryū-ji, Japón.
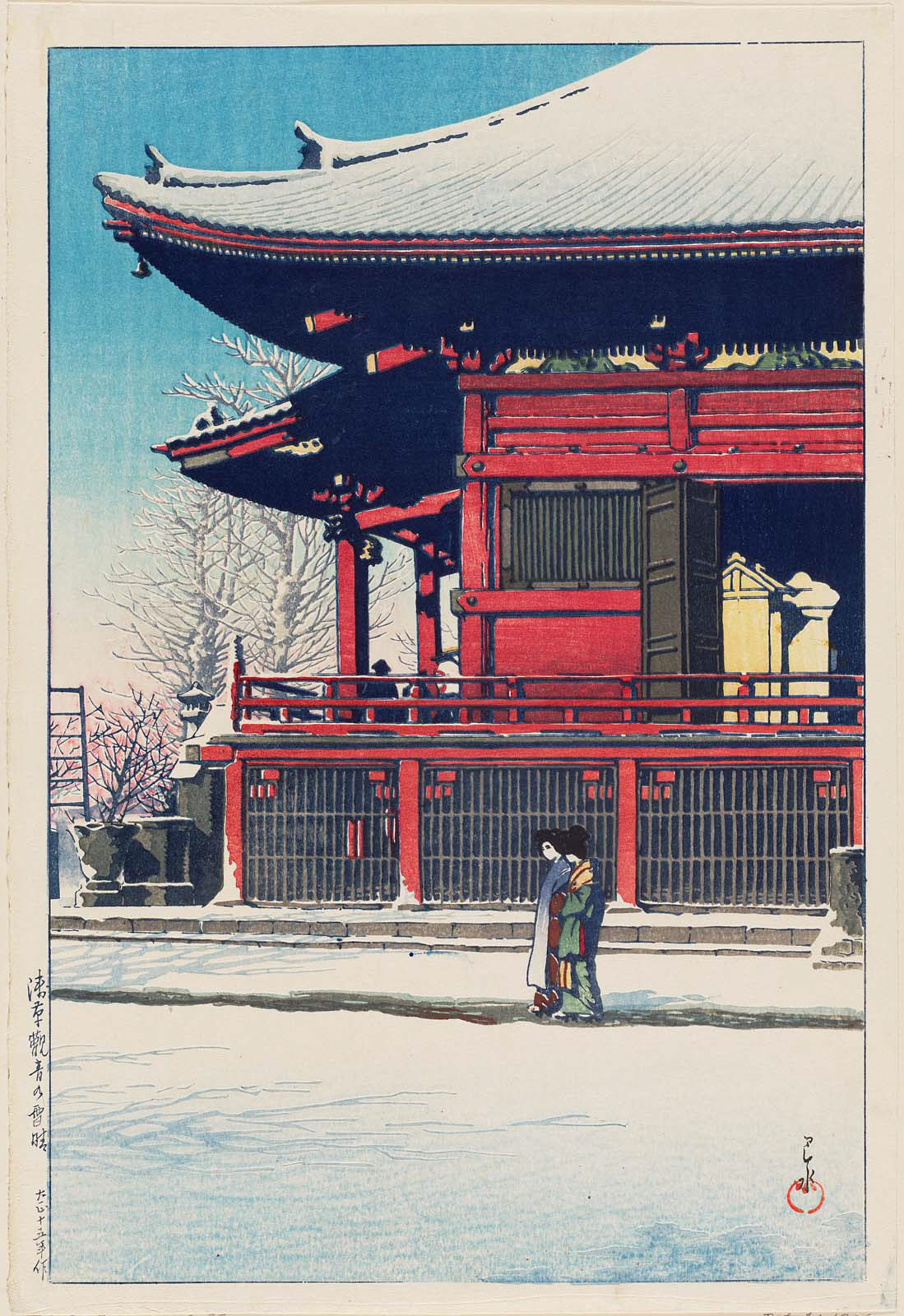
Sensō-ji en Tokio.
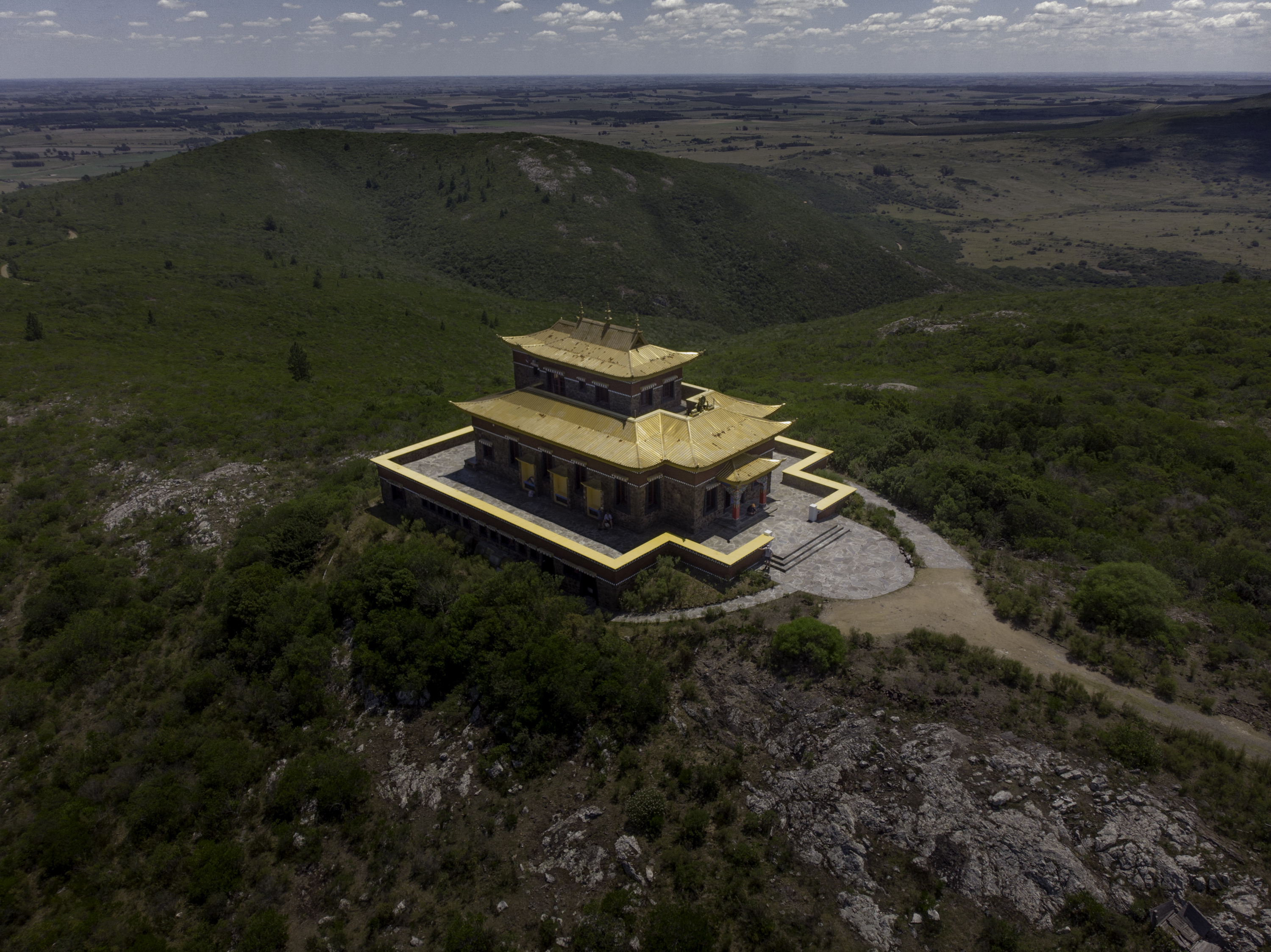
Templo Sengue Dzong en Uruguay.